# Parc industriel des Carrières
Le parc industriel des Carrières est le plus vaste parc industriel de Québec. On y retrouve des carrières de calcaire, des usines de production de ciment et de béton bitumineux, des déchèteries et un poste électrique.

## Description

### Localisation
Son territoire occupe toute la zone nord-est du quartier de Neufchâtel-Est–Lebourgneuf, dans l'arrondissement des Rivières. Il est délimité grossièrement par la route 369 (boulevard Bastien/Louis-XIV) au sud et à l'ouest, l'autoroute 73 (Laurentienne) à l'est et la rivière du Berger au nord. Sa superficie brute totale est de 3,8 km, ce qui en fait la plus grande vaste industrielle organisée de la ville. Cependant, ce territoire est occupé par seulement 37 entreprises en 2011 employant environ 145 employés en 2016.

### Géologie
Le sous-sol, dont l'âge remonte à l'Ordovicien moyen, est constitué de calcaire argileux et micritique gris foncé avec interlits de shale foncé. La stratigraphie classe la roche comme membre de Grondines, appartenant à la formation de Neuville du groupe de Trenton.

### Environnement
Le parc industriel cause des « nuisances olfactives, sonores et visuelles » dont de la poussière et du bruit provoqué par le camionnage et le dynamitage. Les rues environnantes nécessitent un nettoyage de voirie fréquent. En 2020, 147 arbres et 25 arbustes sont plantés pour atténuer ces nuisances.

## Installations

### Carrière Union

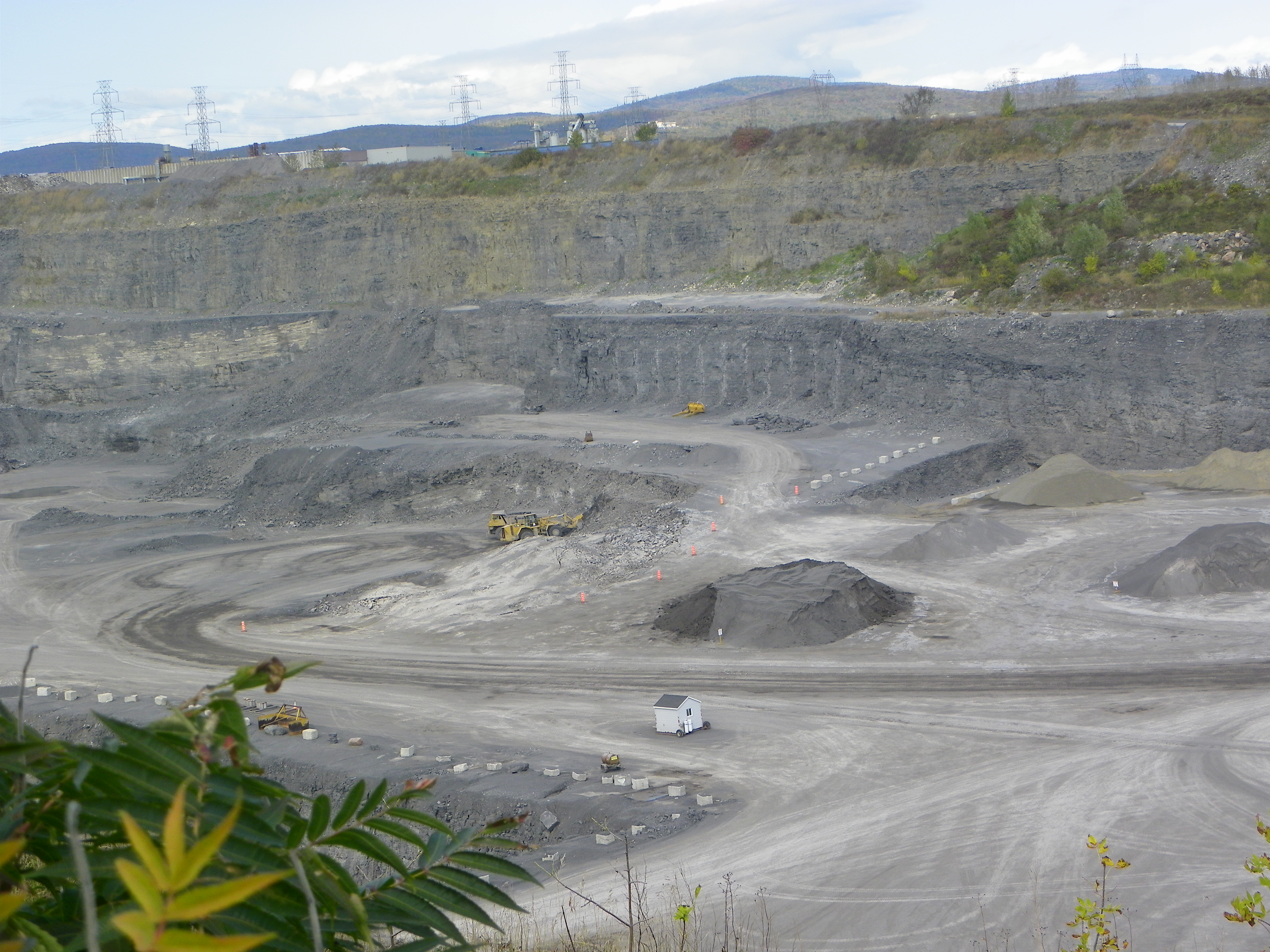
La carrière Union en 2012.

La carrière, d'abord nommé du nom de son exploitant Joseph Pagé, débute ses opérations en 1914. Elle succède à la ferme de la famille Robichaud et d'une partie de celle de la famille Johnston. En 1936, Thomas Maher, Célestin Simard et Arthur Laplante forment l'Union des Carrières et Pavages Limitée, aujourd'hui connu sous le simple nom de Carrière Union.
La carrière produit du matériel pour les assiettes de voirie, la production de béton bitumineux, de ciment et de moellons pour l'aménagement paysager. La pierre est utilisée dans la construction d'édifices ou de maison au début du siècle. En 1933, elle servira à la construction de l'Hospice Saint-Vincent-de-Paul de Québec.

### Carrière de Charlesbourg-Ouest
Adjacente et située à l'est de la carrière Union, la carrière de Charlesbourg-Ouest produit du granulat pour les assiettes de voirie, la production de béton bitumineux et de ciment.
La carrière est exploitée à partir des années 1950 par Michaud & Simard. L'entreprise Québec Ready-Mix en fait l'achat en 1960, suivi de Béton Québec (filiale de Ciment Saint-Laurent) en 1992. Depuis 1998, elle est la propriété de Carrières Québec, une filiale de l'entreprise saguenéenne Groupe Riverin,.

### Poste Laurentides 1 et 2
Le poste électrique Laurentides 1 et 2, situé au 1570 boulevard Bastien et opéré par Hydro-Québec, occupe un terrain d'environ 1 kilomètre carré.